# Lac Chapo
Le lac Chapo est un lac du Sud du Chili dans la région des Lacs. Il est situé dans la Province de Llanquihue à 115 km au nord-est de Puerto Montt. 